# Il pipistrello (Rinehart)
Il pipistrello (titolo originale Haunted Lady) è un romanzo poliziesco del 1942 di Mary Roberts Rinehart appartenente alla serie letteraria in cui indaga l'infermiera Hilda Adams, detta miss Pinkerton.

## Edizioni
- Mary Roberts Rinehart, Il pipistrello, collana Il Giallo Mondadori n. 75, Mondadori, 1949.
- Mary Roberts Rinehart, Il pipistrello, traduzione di Grazia Griffini, collana I Classici del Giallo Mondadori n. 541, Mondadori, 1987.